# تاد و شهر گمشده
تاد و شهر گمشده (اسپانیایی: Las aventuras de Tadeo Jones‎) یک فیلم انیمیشن کمدی اسپانیایی محصول سال ۲۰۱۲ است که توسط تله‌سینکو سینما، ال تورو پیکچرز، لایت‌باکس انترتینمنت، ایکیرو فیلمز، تلفونیکا استودیوز و میدیا نت‌ورکس تولید و توسط پارامونت پیکچرز توزیع شده است. این فیلم توسط انریکه گاتو کارگردانی و توسط خاویر باریرا، گورکا ماگالون، ایگناسیو دل مورال، جوردی گاسول و نیل لاندو نوشته شده است.
قسمت دوم این فیلم در سال ۲۰۱۷ و با نام تاد جونز 2 راز پادشاه میاداس ساخته و منتشر شد. قسمت سوم این فیلم با نام کاوشگر گم شده تاد و نفرین مومیایی ساخته و منتشر شد.

## بازیگران
- اسکار باربران در نقش تادئوس "تاد" استون/تادئو جونز
- میشل خنر در نقش سارا لاوروف
- خوزه موتا در نقش فردی
- پپ آنتون مونیوز در نقش مکس موردون
- کارلس کانوت در نقش پروفسور هامبرت
- فلیکس بنیتو در نقش پروفسور لاوروف
- لوئیس پوسادا در نقش مومیایی
- میگل آنخل خنر در نقش کوپنن
- مارتا مارتورل در نقش مادربزرگ

## بازخورد

### پاسخ انتقادی
گریس مونتگومری از رسانه کامن سنس مدیا به این فیلم از هر ۵ ستاره ۲ ستاره اهدا کرد.